# Senyal horari

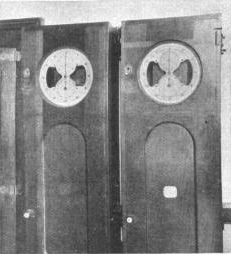
Rellotges amb senyal de sincronització per telegrafia de l'any 1905 poc abans de l'ús generalitzat de la ràdio

Un senyal horari és un senyal audible, visible, mecànic o electrònic que es fa servir com a referència per determinar l'hora del dia, al meridià local o respecte a un meridià de referència.

## Senyals horaris audibles i senyals horaris visibles
Els senyals públics per marcar una hora determinada (cant del gall com a senyal de la sortida del sol) es remunten als inicis de la civilització. Quan es va voler anunciar un moment determinat del dia, per exemple: avisar a la gent per a fer certs actes en comú, per aquest propòsit s'empraven diversos aparells sonors com gongs, campanes, i qualsevol element que tingués un suficient nivell sonor, com fins i tot una flauta.
Hi ha dissenys de clepsidres a Grècia descrites per Arquimedes o a Roma, descrites per Vitruvi, que feien sonar campanes a una hora determinada. Aquestes constituïen un senyal horari primitiu.
Es guarden registres de que els romans tenien campanes a les cases per avisar les hores i feien sonar una campana per avisar a la gent en moments determinats, com per exemple per avisar que havia arribat l'hora establerta per a l'obertura dels banys al públic.
Els actes religiosos n'eren un cas particular encara que prou importants a partir de l'edat mitjana. El manuscrit Ms.225 de Ripoll descriu un "orologgium amb tintinabulla", que servia per cridar als monjos a "maitines".
El rellotge del campanar d'una església també emet, per descomptat, un tipus de senyal horari públic. El primer rellotge de campanar d'una església del que se'n té notícia és a València el 1350. Avui dia les campanes de Sant Pere del Vaticà encara criden als fidels cada dia a resar l'àngelus.
Els rellotges de campanar, però, són tan precisos com el mecanisme de rellotgeria que els activa, encara que han millorat substancialment des dels primers rellotges supervivents del segle xiv.
Per a molts membres del públic en general, un rellotge públic, com el Big Ben, va ser durant molt de temps, l'únic estàndard de temps que necessitaven.
El moment en què van fer més falta els "senyals horaris" públics va ser per al seu ús en la navegació. Es van establir una sèrie de "senyals horaris" audibles o visibles per tal de permetre als navegants comprovar el seu cronòmetre nàutic. Aquests "senyals horaris" públics es van establir tradicionalment en molts ports i ciutats.

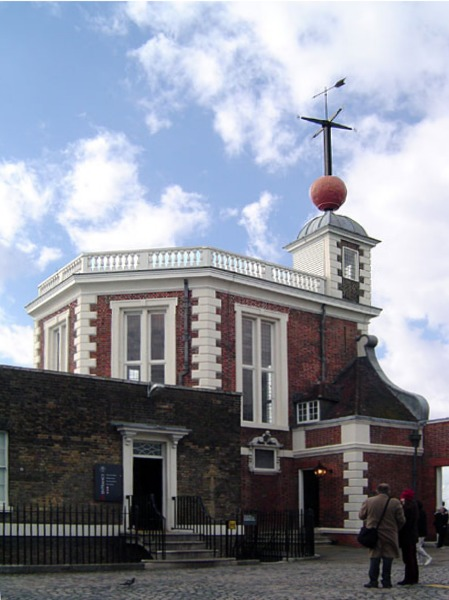
La bola horària de l'Observatori de Greenwich, Londres, es mostra a la part superior dreta de la imatge.

En moltes comunitats no marineres, el xiulet de les fàbriques es va fer servir com a senyal horari abans que la ràdio el convertís en obsolet.

## Senyals horaris elèctrics
Sandford Fleming va proposar un rellotge de 24 hores per al món sencer. En una reunió de l'Institut Reial del Canadà el 8 de febrer de 1879 el va vincular a l'anti-meridià de Greenwich (és a dir 180°). Va suggerir que es podia usar una zona horària local, repartida en franges al voltant del món, però quedant subordinades a aquesta hora mundial.
Un estàndard de temps, es va començar a utilitzar als Estats Units el 18 de novembre de 1883. Anteriorment, l'11 d'octubre de 1883, la Convenció General Temps, precursora de l'Associació de Ferrocarrils, va aprovar un pla que dividia els Estats Units en diverses zones (zona horària). En aquest dia de novembre, l'Observatori Naval dels Estats Units va telegrafiar un senyal que coordinava les 12:00 (Hora de l'Est), amb les 11:00 (Hora Central), amb les 10:00 (Hora de les Muntanyes), i amb les 9:00 (Hora del Pacífic).
Sandford Fleming va proposar un "temps estàndard" de 24 hores per a tothom. En una reunió de l'Institut Reial del Canadà del 8 de febrer 1879 el va vincular a la lluita contra el meridià de Greenwich (actualment 180°). Va suggerir que els "temps estàndard" de les zones, es podien usar de forma local, però havien d'estar subordinats a un temps universal únic.

## Senyals horaris per ràdio

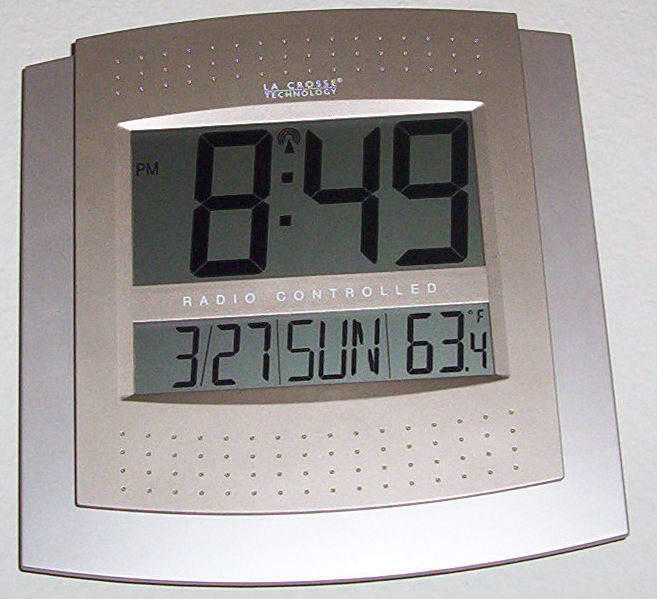
Radiorellotge d'Ona llarga modern

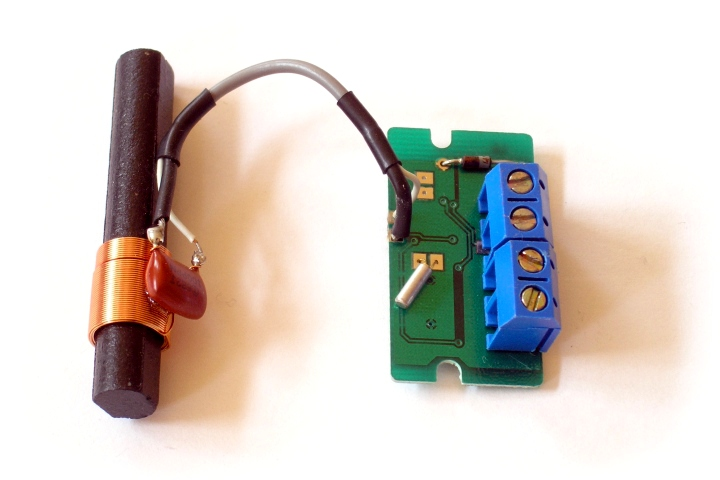
Receptor de senyal horari d'Ona llarga.

La distribució dels senyals telegràfics temps es va fer obsoleta per l'ús d'AM, FM, ràdio d'ona curta, Internet Network Time Protocol servidors, així com rellotge atòmic a GPS satèl·lits. Des de 1905 els senyals de temps s'han transmès per ràdio.
Des de 1924 la BBC ha difós en les seves emissions de ràdio de forma ininterrompuda els coneguts senyals horaris (sis PIPS), que cada 60 minuts marquen l'hora exacta de Greenwich. La posada en marxa d'aquest conegut sistema de marcar l'hora mitjançant sis PIPS va sorgir per iniciativa de l'astrònom britànic Frank Watson Dyson (1868-1939). Aquests senyals i altres similars d'emissores de tot el món han permès ajustar de forma aproximada l'hora de rellotges domèstics i de rellotges de polsera durant dècades.
No obstant això, la progressiva extensió de sistemes digitals de cronometria cada vegada més precisos, i la necessitat de sincronitzar de forma automàtica els cada vegada més nombrosos rellotges (lligats a la informàtica, a les telecomunicacions o a sistemes com el GPS), ha propiciat l'aparició d'estacions oficials dedicades específicament a l'emissió de senyals horaris en ona llarga. Per exemple, l'estació DCF77, situada prop de Frankfurt, ofereix cobertura gratuïta de senyal horari en un radi d'uns 2000 km a qualsevol dispositiu electrònic (des de rellotges de polsera a estacions meteorològiques domèstiques) capaç de captar el seu senyal.